# 日野市立日野第四小学校
日野市立日野第四小学校（ひのしりつ ひのだいよんしょうがっこう）は、東京都日野市大字石田にある公立小学校。

## 沿革
- 1873年（明治6年） - 安養寺の一部を校舎とし、下田学校として開校[1]。
- 1908年（明治41年） - 日野第一小学校分校と改称[1]。
- 時期不明 - 日野第一小学校下田分校と改称[1]。
- 1947年（昭和22年） - 学制改革により、日野町立日野第一小学校下田分校と改称。
- 1955年（昭和30年） - 日野第一小学校から独立し、日野町立日野第四小学校と改称[1]。
- 1963年（昭和38年）11月3日 - 日野町の市制施行により、日野市立日野第四小学校と改称。
- 1964年（昭和39年） - 校舎建設[2]。
- 1965年（昭和40年） - 新校舎建設[2]。
- 1969年（昭和44年） - 校舎と体育館建設[2][3]。
- 2000年（平成12年） - 増築校舎建設[2]。
- 2021年（令和3年）6月11日 - この日から11月30日まで、西系統のトイレ全面改修実施[4]。
- 2023年（令和5年）
  - 6月 - シンガーソングライターのあいみょんが来校し、児童との交流を行った[1]。
  - 11月18日 - 開校150周年記念式典挙行。

## 教育目標
- 「すべての“いのち”がよろこびあふれる未来をつくっていく力」を育むために、多様な関わりを通して、前向きに学ぶ力を育成する。

## 通学区域と進学先中学校
出典

### 通学区域
- 大字石田（418～445番地）
- 大字日野（15～41番地、77～85番地、780～1098番地(1096番地7号を除く)、1099番地(1号・6～13号・15号)、1163～1169番地、1323～1346番地、1349～1352番地、1439～1451番地(1439番地2号を除く)、1456～1469番地、1561～1572番地、7751～7774番地）
- 万願寺1丁目（全域）
- 万願寺2丁目（全域）
- 万願寺3丁目（1～44番地）
- 万願寺4丁目（1～23番地）

### 進学先中学校
- 日野市立日野第一中学校

## 周辺
- 日野市立日野第四幼稚園 - 敷地が隣接、かつ進学前幼稚園。
- T.F.C東京フロリネット多摩生花地方卸売市場
- 中央自動車道 - 道路はすぐそばを通るが、バス停留所やICは離れている。
- 多摩川
- 神奈川県道・東京都道503号相模原立川線
- 万願寺渡西公園
- 多摩都市モノレール多摩都市モノレール線 - 線路は近くを通るが、駅は離れている。

## アクセス
- 京王バス「立65」・「立66」の系統で、「第四小学校」停留所下車後、
  - 立川駅北口行のりばから、徒歩約235m・約4分。
  - 高幡不動駅・日野駅行のりばから、徒歩約190m・約3分。
- 多摩都市モノレール多摩都市モノレール線
  - 甲州街道駅から、徒歩約850m・約13分（最短ルート移動した場合）。
  - 万願寺駅から、徒歩約960m・約15分（最短ルート移動した場合）。
- 中央自動車道日野バス停より、
  - 新宿行（降車のみ）、羽田空港行（乗車のみ）乗降場から、徒歩約910m・約14分。
  - 甲信・東海・関西方面行（乗車のみ）、八王子駅行（降車のみ）乗降場から、徒歩約910m・約14分。